# Osphronemidae
Die Osphronemidae sind die artenreichste Familie der Labyrinthfische (Anabantoidei). Insgesamt gibt es über 130 Arten, von denen über 70 zur Gattung der Kampffische (Betta) gehören. Alle Osphronemidae leben im Süßwasser in langsam fließenden Flüssen, Seen, Teichen und Überschwemmungsgebieten von Pakistan und Indien bis Südostasien (westlich der Wallace-Linie und ursprünglich nicht auf den Philippinen), im östlichen China und in Korea.

## Merkmale
Die meisten Vertreter sind klein, unter zehn Zentimeter lang, die kleinsten erreichen gerade einmal zwei Zentimeter, während der größte Riesengurami eine Länge von 70 Zentimeter erreicht. Der Körper ist langgestreckt oder oval, der Kopf große, der Unterkiefer vorstehend. Bei vielen Arten ist einer der Flossenstrahlen der Bauchflossen fadenförmig ausgezogenen und mit Geschmacksknospen besetzt. Alle Arten besitzen kleine Kammschuppen, die sehr dicht stehen. Pflugscharbein und Gaumenbein sind zahnlos, das Labyrinthorgan stark gefaltet. Die Rückenflosse ist in den meisten Fällen kurz, die Afterflosse dagegen sehr lang. Die Schwanzflosse ist leicht abgerundet oder gegabelt.

## Lebensweise
Die Osphronemidae kommen in stehenden oder langsam fließenden Gewässern vor, häufig in stark verkrauteten oder auch sauerstoffarmen Gewässern. Sie sind tagaktiv, bilden Kleinstreviere und ernähren sich vor allem von Anflugnahrung (Insekten oder Spinnentiere, die auf die Wasseroberfläche gefallen sind) Insektenlarven und Kleinkrebsen.

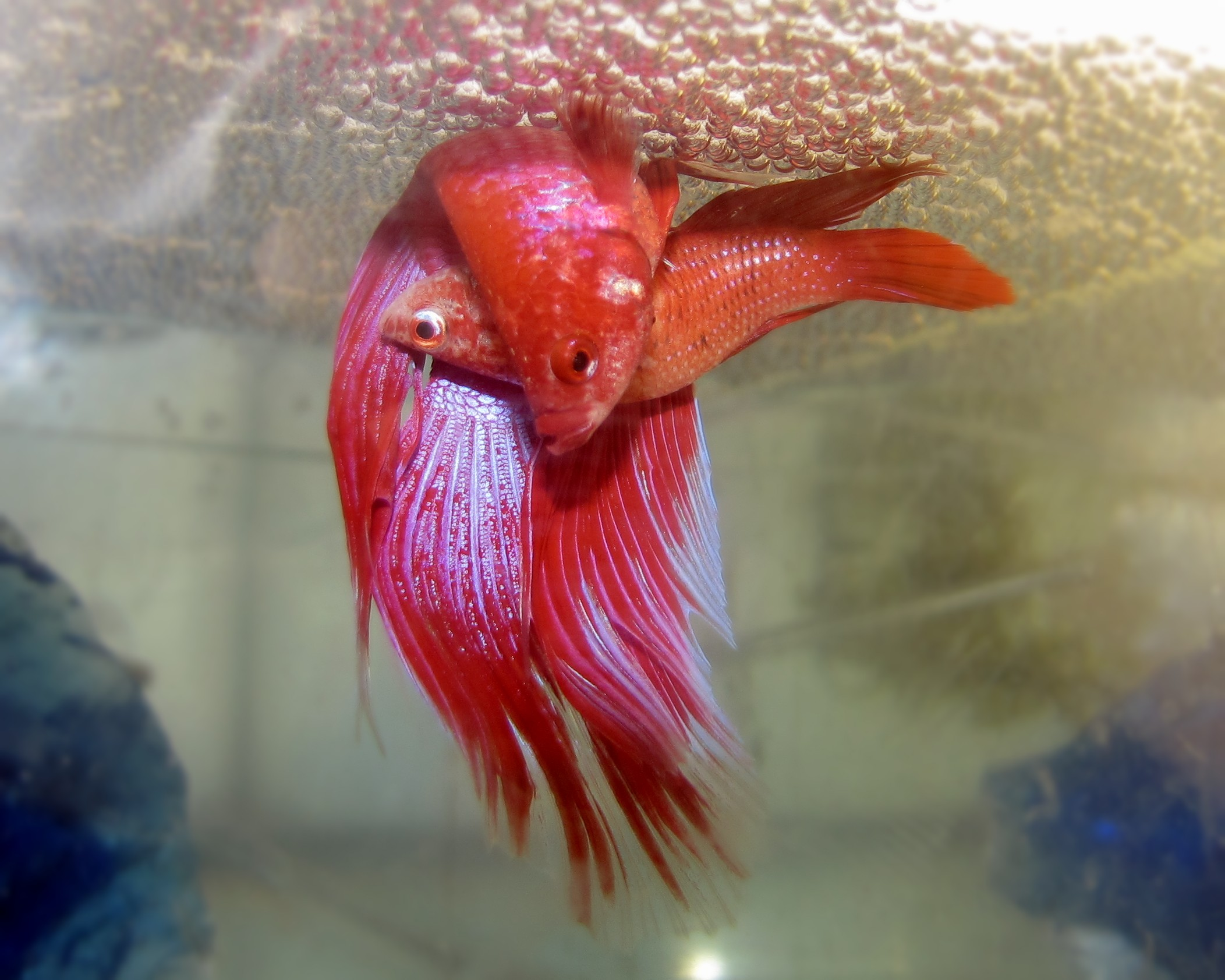
Rote Schleierkampffische laichen unter einem Schaumnest.

## Fortpflanzung
Alle Osphronemidae betreiben Brutpflege, die meisten bauen ein Schaumnest. Die relativ kleinen Eier sind leichter als Wasser (Schwimmeier) und steigen in das Schaumnest auf. Die bei den Schaumnestbauern meist sehr farbenfrohen Männchen oder beide Elternteile kümmern sich um die Eier. Die Riesenguramis bauen ein Nest aus Pflanzenmaterial und das Männchen übernimmt die Brutpflege. Die Mehrzahl der Kampffische (Betta), der Spitzkopfgurami (Ctenops nobilis), die Hechtköpfe (Luciocephalus) und Schokoladenguramis (Sphaerichthys) sind Maulbrüter, entweder brüten die Weibchen oder die Männchen. Da gleiche Fortpflanzungsstrategien in verschiedenen Taxa vorkommen, die nicht nah miteinander verwandt sind, müssen sie sich mehrmals unabhängig voneinander entwickelt haben.

## Systematik
Der Name der Familie wurde zwischen 1995 und 2006 etabliert und löste den Namen Belontiidae ab. Unter dem Namen Belontiidae enthielt die Familie dieselben Gattungen wie unter dem Namen Osphronemidae; lediglich die Gattung Osphronemus war in einer eigenen Familie eingeordnet. Außerdem war die Verteilung in Unterfamilien anders. Ein deutscher Name für diese Familie wird in der Literatur nicht gebraucht, wenn auch viele Vertreter den Namensbestandteil „Gurami“ tragen. Als Besonderheit gilt der Unterfamilienname „Macropodusinae“ (von griechisch: makros (μακρός) = groß und pus, podos (ποδός) = Fuß bzw. [Bauch-]Flosse), der eigentlich „Macropodinae“ heißen müsste, aber schon für die Familie der Kängurus (Macropodidae) vergeben ist.

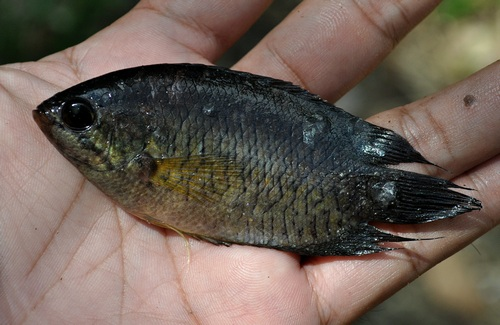
Wabenschwanzmakropode
(Belontia hasselti)

Das folgende Diagramm zeigt die verwandtschaftlichen Beziehungen innerhalb der Osphronemidae.
|  | Belontiinae                   |
|  |                               |
|  | Riesenguramis (Osphroneminae) |
|  |                               |

|  | Luciocephalinae                                                                  |
|  |                                                                                  |
|  | \| \| Fadenfische (Trichogastrinae) \| \| \| \| \| \| Macropodusinae \| \| \| \| |
|  |                                                                                  |
|  | Fadenfische (Trichogastrinae)                                                    |
|  |                                                                                  |
|  | Macropodusinae                                                                   |
|  |                                                                                  |

|  | Fadenfische (Trichogastrinae) |
|  |                               |
|  | Macropodusinae                |
|  |                               |

|  | Belontiinae                   |
|  |                               |
|  | Riesenguramis (Osphroneminae) |
|  |                               |

|  | Luciocephalinae                                                                  |
|  |                                                                                  |
|  | \| \| Fadenfische (Trichogastrinae) \| \| \| \| \| \| Macropodusinae \| \| \| \| |
|  |                                                                                  |
|  | Fadenfische (Trichogastrinae)                                                    |
|  |                                                                                  |
|  | Macropodusinae                                                                   |
|  |                                                                                  |

|  | Fadenfische (Trichogastrinae) |
|  |                               |
|  | Macropodusinae                |
|  |                               |

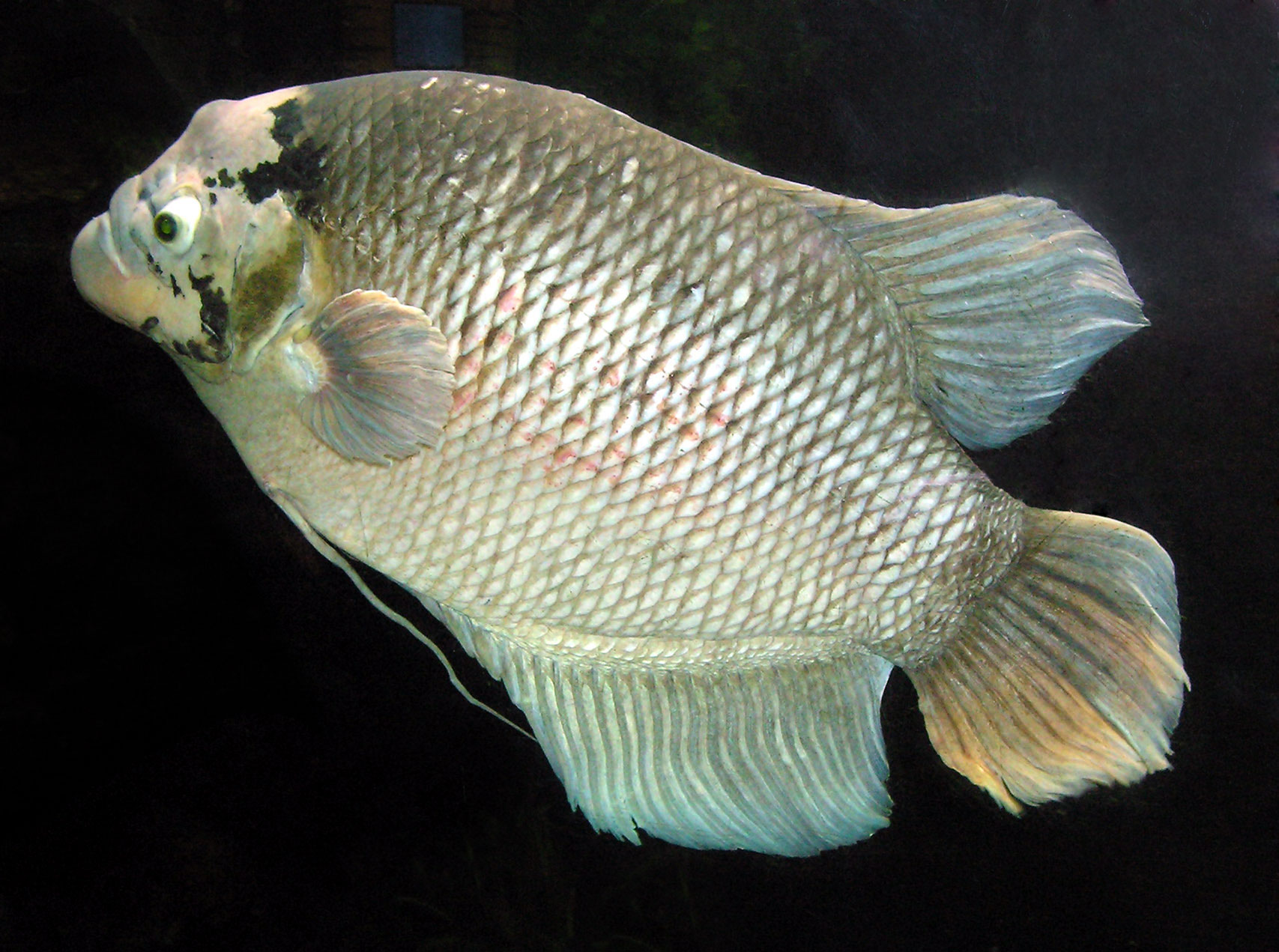
Osphronemus goramy

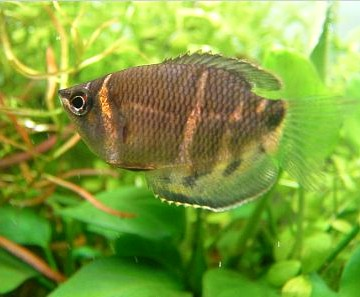
Schokoladengurami
(Sphaerichthys osphromenoides)

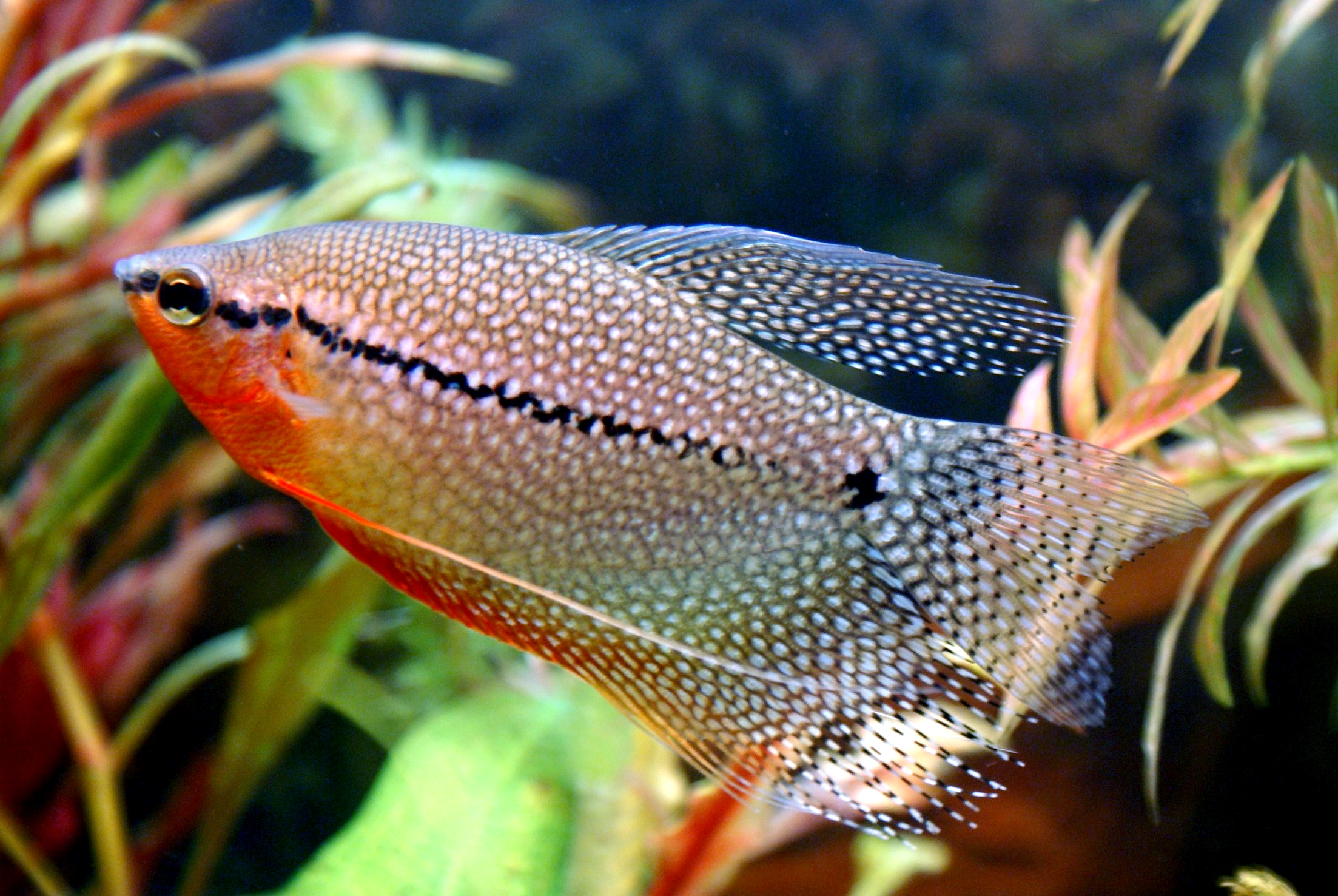
Mosaikfadenfisch (Trichopodus leerii)

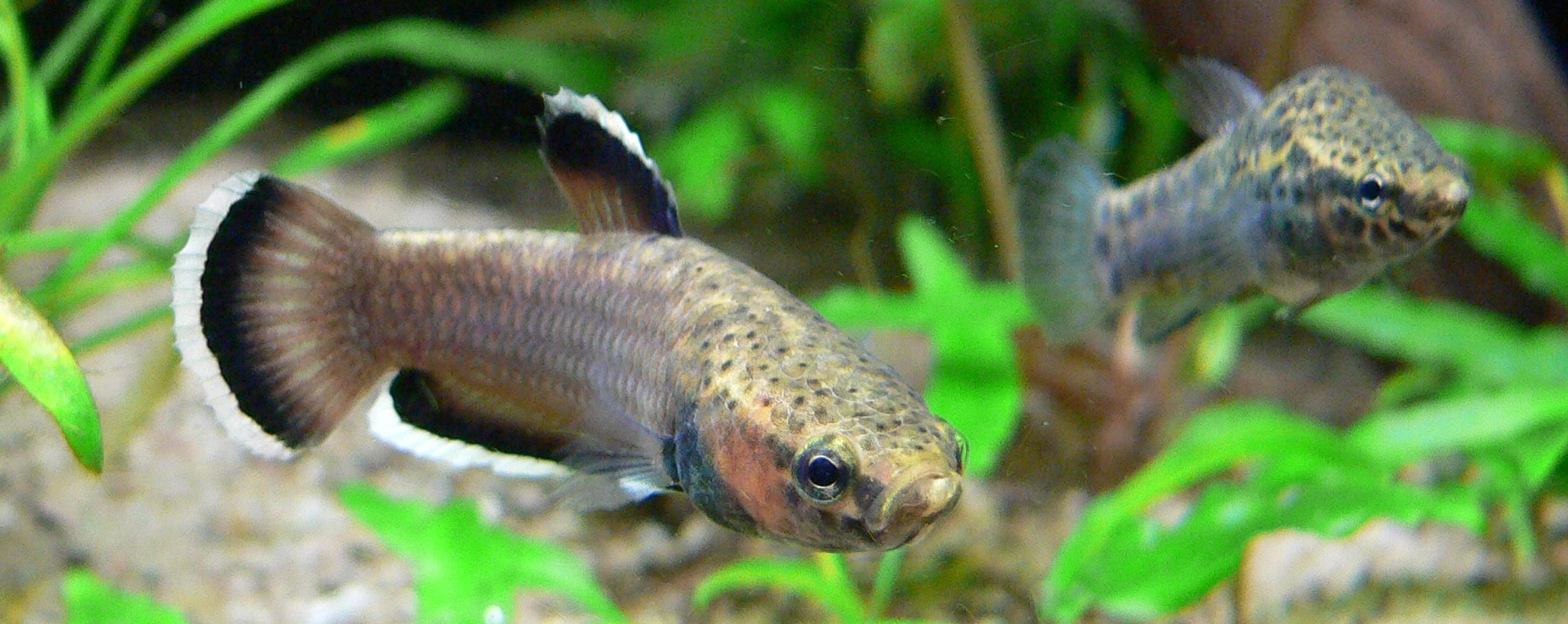
Betta albimarginata

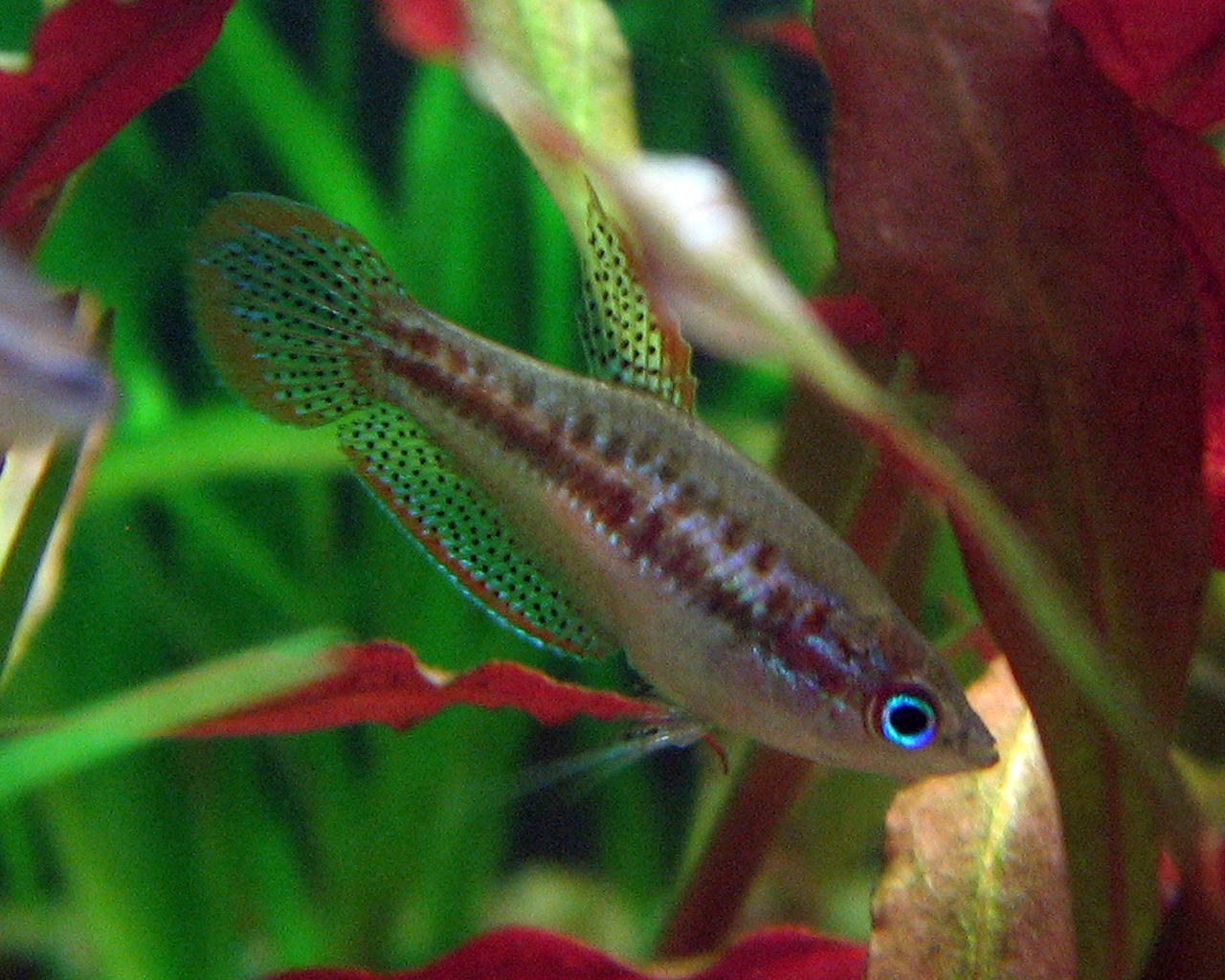
Knurrender Zwerggurami (Trichopsis pumila)

Die Osphronemidae werden in fünf Unterfamilien mit 14 Gattungen und etwa 135 Arten unterteilt.
- Unterfamilie Belontiinae Liem, 1963 (2 Arten)
  - Gattung Belontia Myers, 1923
    - Wabenschwanzmakropode (Belontia hasselti (Cuvier, 1831))
    - Ceylonmakropode (Belontia signata (Günther, 1861))
- Unterfamilie Osphroneminae Bleeker, 1859 (4 Arten)
  - Gattung Riesenguramis (Osphronemus Lacépède, 1801)
- Unterfamilie Luciocephalinae Bleeker, 1860 (17 Arten)
  - Gattung Ctenops McClelland, 1845
    - Spitzkopfgurami (Ctenops nobilis McClelland, 1845)

  - Gattung Hechtköpfe (Luciocephalus Bleeker, 1851)
  - Gattung Parasphaerichthys Prashad & Mukerji, 1929
    - Parasphaerichthys lineatus Britz & Kottelat, 2002
    - Parasphaerichthys ocellatus Prashad & Mukerji, 1929

  - Gattung Schokoladenguramis (Sphaerichthys Canestrini, 1860)
    - Spitzmäuliger Schokoladengurami (Sphaerichthys acrostoma Vierke, 1979)
    - Schokoladengurami (Sphaerichthys osphromenoides Canestrini, 1860)
    - Sphaerichthys selatanensis Vierke, 1979
    - Vaillants Schokoladengurami (Sphaerichthys vaillanti Pellegrin, 1930)
- Unterfamilie Fadenfische (Trichogastrinae)
  - Gattung Trichogaster (Bloch & Schneider, 1801)
    - Honiggurami (Trichogaster chuna (Hamilton, 1822))
    - Gestreifter Fadenfisch (Trichogaster bejeus Hamilton, 1822)
    - Dicklippiger Fadenfisch (Trichogaster labiosa Day, 1877)
    - Zwergfadenfisch (Trichogaster fasciata Bloch & Schneider, 1801)

  - Gattung Trichopodus Lacépède, 1801
    - Mosaikfadenfisch (Trichopodus leerii Bleeker, 1852)
    - Mondscheinfadenfisch (Trichopodus microlepis (Günther, 1861))
    - Schaufelfadenfisch (Trichopodus pectoralis Regan, 1910)
    - Trichopodus poptae Low, Tan & Britz, 2014
    - Gepunkteter Fadenfisch (Trichopodus trichopterus (Pallas, 1770))
- Unterfamilie Macropodusinae Liem, 1963 (96 Arten)
  - Gattung Kampffische (Betta Bleeker, 1850)
  - Gattung Paradiesfische (Macropodus Lacépède, 1801)
  - Gattung Malpulutta Deraniyagala, 1937
    - Marmor-Spitzschwanzgurami (Malpulutta kretseri Deraniyagala, 1937)

  - Gattung Prachtguramis (Parosphromenus Bleeker, 1877)
  - Gattung Pseudosphromenus Bleeker, 1879
    - Schwarzer Spitzschwanzmakropode (Pseudosphromenus cupanus (Cuvier, 1831))
    - Roter Spitzschwanzmakropode (Pseudosphromenus dayi (Köhler, 1908))

  - Gattung Knurrende Guramis (Trichopsis Canestrini, 1860)
    - Knurrender Zwerggurami (Trichopsis pumila Arnold, 1936)
    - Schallers Knurrender Gurami (Trichopsis schalleri Ladiges, 1962)
    - Knurrender Gurami (Trichopsis vittata (Cuvier, 1831))

## Stammesgeschichte
Die Fossilüberlieferung der Osphronemiden ist äußerst spärlich. Es existiert lediglich ein artikuliertes Fossil aus dem Mergel der Sangkarewang-Formation (spätes Eozän bis frühes Oligozän (vor 28,5 – 37 Mio. J.)) aus Sumatra. Es wurde der rezenten Art Osphronemus goramy zugeordnet. Zur Zeit der Fossilbeschreibung war O. goramy die einzige beschriebene Osphronemus-Art. Rüber et al. sind aber der Meinung, dass es nicht möglich ist, das Fossil einer rezenten Kronengruppe zuzuordnen, da die Entstehung der Osphronemidae, ermittelt mit Hilfe der Molekularen Uhr, in dieser Periode vermutet wird.

## Nutzung
Große Arten, vor allem die Riesenguramis, dienen als Speisefische, kleine, bunte Arten sind beliebte Aquarienfische.